# Кюснахт (Цюрих)

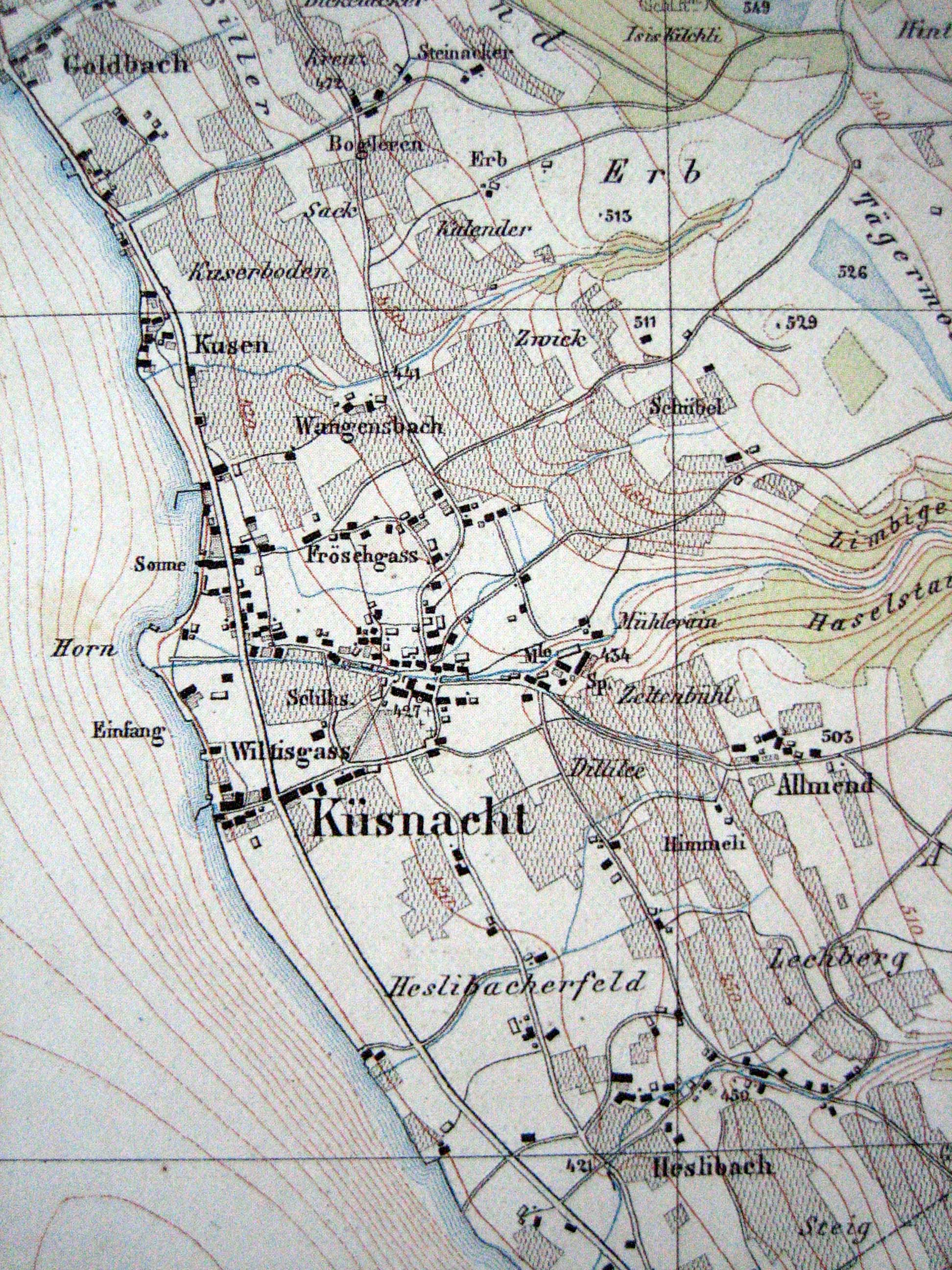
Кюснахт

Кюснахт (нем. Küsnacht, алем. нем. Chüsnacht, Chüsnecht) — город в Швейцарии, в кантоне Цюрих.
Входит в состав округа Майлен. Население составляет 13 026 человек (на 31 декабря 2007 года). Официальный код — 0154.

## Известные жители
- Пауль Зутермайстер (1864—1905) — швейцарский теолог и публицист.
- Карл Густав Юнг (1875—1961), психиатр и психолог, основоположник аналитической психологии.
- Якоб Аккерет (1898—1981) — учёный-механик, классик науки.
- Тина Тёрнер (1939—2023) — певица, «королева рок-н-ролла».